# Touchback
Pour les articles homonymes, voir Touchback (homonymie).
Un touchback est une action de football américain effectuée après un kickoff :
- par le kick returner, lorsqu'il réceptionne le ballon dans sa zone de l'en-but. Il peut alors mettre un genou au sol pour arrêter le jeu ce qui provoque le touchback ;
- par le kicker s'il frappe le ballon au-delà de l'en-but adverse, ce qui induit d'office le touchback.

Dans ces deux cas, la phase offensive commencera alors sur la ligne des 25 yards de l'équipe ayant réceptionné le ballon.